# Білл Кіршбаум
Білл Кіршбаум (англ. Bill Kirschbaum, 5 листопада 1902 — 29 квітня 1953) — американський плавець.
Призер Олімпійських Ігор 1924 року.